# Amolops chunganensis
Amolops chunganensis är en groddjursart som först beskrevs av Pope 1929.  Amolops chunganensis ingår i släktet Amolops och familjen egentliga grodor. IUCN kategoriserar arten globalt som livskraftig. Inga underarter finns listade i Catalogue of Life.